# Tunnel (film 1933)
Tunnel (Le tunnel) è un film del 1933 diretto da Curtis Bernhardt.
E' un film di fantascienza basato sul romanzo Il tunnel sotto l'oceano (Der Tunnel, 1913) di Bernhard Kellermann.

## Distribuzione
La pellicola è stata distribuita nelle sale cinematografiche francesi a partire dal 15 dicembre 1933. Invece in Portogallo dal 2 marzo 1934.